# Джон-Ячмінь (пісня)
«John Barleycorn» («Джон-Ячмінь») — англійська народна пісня. Характер Джона-Ячменя у пісні уособлює зернові врожаї ячменю і варіння з нього алькогольного напою — пива та віскі. У пісні описане життя Джона-Ячменя, наповнене страждання, боротьби, смерті, приниження, що відповідають різним стадіям вирощування ячменю, наприклад, таким, як жнива та пивоваріння.

## Походження
Дослідниця Кетлін Герберт звертає увагу на зв'язок між Беовою (міфічною фігурою англо-саксонського язичництва, котра проявляється на початку англо-саксонського королівського родоводу, ім'я якої означає «Ячмінь») та фігурою Джона-Ячменя. Вона вважає, що Беова і Ячмінне Зерно — це одне й те ж саме поняття, зазначаючи, що народна пісня описує деталі страждань, смерті та воскресіння Джона-Ячменя, а також зазначає «ефекти воскресіння від пиття його крові».
Джон-Ячмінь уособлює злак, котрий переживає великі страждання, помираючи страшною смертю. Тим не менше, у результаті цієї смерті може бути вироблений алкоголь, тому Джон-Ячмінь помирає, щоб інші могли жити та насолоджуватися життям. І врешті-решт, його тіло також виявляється п'яним. Популярний гімн «We Plough the Fields and Scatter» часто співали на Святі урожаю в одну дуду.
З іншого боку, у своїх примітках до твору «Penguin Book of English Folk Songs» (Лондон, 1959), редактори А. Л. Ллойд і Ральф Воан-Вільямс задумуються, чим є ця балада: чи «незвично когерентною для фольклору формою виживання» чи «створення антикварного відродження, котре стало „Міфом“». У будь-якому разі, зазначають вони, «це дуже стара пісня», друковані версії котрої з'явилися ще у шістнадцятому столітті.
Переспіви пісні зробив Роберт Бернз. Українські переклади Миколи Лукаша та Василя Мисика

## Тексти
| There was three kings into the east, Three kings both great and high, And they hae swern a solemn oath John Barleycorn should died. They took a plough and plough'd him down, Put clods upon his head, And they hae sworn a solemn oath John Barleycorn was dead. But the cheerful Spring came kindly on, And show'rs began to fall; John Barleycorn got up again, And sore surpris'd them all. The sultry suns of Summer came, And he grew thick and strong; His head weel arm'd wi' pointed spears, That no one should him wrong. The sober Autumn enter'd mild, When he grew wan and pale; His bending joints and drooping head Show'd he began to fail. His colour sicken'd more and more, He faded into age; And then his enemies began To show their deadly rage. They've taen a weapon, long and sharp, And cut him by the knee; Then tied him fast upon a cart, Like a rogue for forgerie. They laid him down upon his back, And cudgell'd him full sore; They hung him up before the storm, And turned him o'er and o'er. They filled up a darksome pit With water to the brim; They heaved in John Barleycorn, There let him sink or swim. They laid him out upon the floor, To work him farther woe; And still, as signs of life appear'd, They toss'd him to and fro. They wasted, o'er a scorching flame, The marrow of his bones; But a miller us'd him worst of all, For he crush'd him between two stones. And they hae taen his very heart's blood, And drank it round and round; And still the more and more they drank, Their joy did more abound. John Barleycorn was a hero bold, Of noble enterprise; For if you do but taste his blood, 'Twill make your courage rise. 'Twill make a man forget his woe; 'Twill heighten all his joy; 'Twill make the widow's heart to sing, Tho' the tear were in her eye. Then let us toast John Barleycorn, Each man a glass in hand; And may his great posterity Ne'er fail in old Scotland! | Джон Ячмінь Зійшлись колись три королі Суміжних володінь I поклялись, заприсяглись, Що згине Джон Ячмінь. Взяли, ввергли його в ріллю, Втовкли аж у глибінь I поклялись, заприсяглись, Що там йому амінь. Прийшла весна веселая З теплом, з дощем рясним, I Джон Ячмінь піднявся знов На диво їм усім. Настало літечко жарке — Стоїть Ячмінь, як гай, Пустив уси, немов списи — Ніхто не зачіпай! Настигла осінь клопітка — Ячмінь мов зажуривсь І головою сивою Додолу похиливсь. Змарнів, ізблід— звичайно, дід — Немає вже снаги… Отут на нього й завзялись Злорадні вороги. Ураз йому кривим ножем Коліна підтяли, На віз взяли, рублем стягли, На кару повезли. Додолу скинули, та й ну Ціпами обкладать, На вітер винесли, та й ну Угору підкидать. Шпурнули в воду бідака, У темну холодінь: Роби, що хочеш, Джон Ячмінь,- Хоч потопай, хоч плинь! Знов вийняли на білий світ, Та мало ще наруг, Знов шарпали, вгадавши в нім Життя найменший рух. Пекли сердегу на вогні, Аж мозок з кості сплив, А там мірошник у млині Ще й жорнами чавив. А потім з серця кров взяли, Кружляти почали… Пили, пили — що більш пили, То веселіш були. Бо Джон Ячмінь — то ж богатир, I добра в нього кров: Ковтнеш її хоч крапельку, То всіх би поборов! Ковтнеш її — журба сплива, А радість ожива, Ковтне її сумна вдова, I серце їй співа! Чарками дзень, чарками дзінь — Здоров був, Джон Ячмінь! Хай родить рід твій задля всіх Потомних поколінь! | Джон Ячне Зерно Зложили присягу колись Три східних королі, Щоб Джону Ячному Зерну Не жити на землі. Вони взяли його в поля I приорали там - I в борозні загинув Джон На радість королям! Та тільки травень надійшов I гримнув перший грім, Джон Ячне Зерно з глибу знов Повстав на диво всім. Під літнім подихом палким Він виріс і зміцнів I в стріли вбрався, щоб ніхто Напасти не посмів. Війнула осінь холодком — Він висох і поблід I сиву голову свою Схилив у пил, як дід. Щодня він старівся й слабів, I знову навкруги Зійшлися з задумом лихим Жорстокі вороги. Коліна гострим різаком Перетяли йому, Зв'язали міцно й повезли, Як злодія, в тюрму. На тік поклавши, узялись Його киями бить, I вішали перед дощем, I торсали щомить. У яму кинули його, Водою повну вкрай, I залишили Джона там На муку і одчай. I, витягши, на землю знов Жбурнули, і, коли Життя з'явилося у нім, Знов бити почали. Страшним вогнем його пекли I катували знов; А мельник всіх перевершив: На пил його змолов. Вони взяли всю кров його Й пили навкруг стола - Й що більш пили її, то більш Веселість їх росла. Джон Ячне Зерно був колись Уславлений герой; Бо хто скуштує кров його, Стає одважним той. Бо хто скуштує кров його, Той горе забува - I плачучи, веселий спів Заводить удова. Нехай же кожний піднесе За Джона келих свій, Щоб рід його не припинявсь В Шотландії старій! |  |